# Dynjandisvogur
Dynjandisvogur (in lingua islandese: Baia di Dynjandi) è un breve fiordo, che per forma e dimensioni è assimilabile a una piccola baia o cala (in lingua islandese: vogur), che si dirama dall'Arnarfjörður, nella regione dei Vestfirðir, i fiordi occidentali dell'Islanda. 

## Descrizione
Dynjandisvogur, assieme al fiordo Borgarfjörður situato subito a nord, forma la diramazione settentrionale lunga 15 chilometri del vasto fiordo Arnarfjörður, situato nella porzione nord occidentale dell'Islanda. A differenza del ramo meridionale, i Suðurfirðir, il braccio settentrionale non ha un nome proprio che lo identifichi.
La baia è larga circa 1,5 chilometri e si estende per 2 km nell'entroterra.
Nella baia va a sfociare il fiume Dynjandisá, dopo aver formato la cascata Dynjandi.
Nella baia c'era un tempo un insediamento chiamato Dynjandi, che ora è abbandonato.

## Accessibilità
La strada S60 Vestfjarðavegur passa sulla sponda nord della baia e prosegue in direzione del villaggio di Ísafjörður.